# Angelo Cijntje
Angelo Cijntje est un footballeur curacien, né le 26 juillet 1981 à Willemstad (Curaçao). Il évolue comme arrière droit.

## Palmarès
Vierge